# Jagiellonia Białystok w sezonie 1946

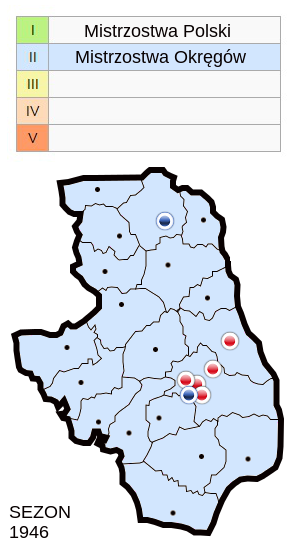
BOZPN – Zespoły występujące w Mistrzostwach Okręgu w sezonie 1946

PKS Motor Białystok przystąpił do rozgrywek "bezklasowych" okręgu białostockiego (BOZPN).
Z przyczyn politycznych po 8 miesiącach istnienia klub Jagiellonia został rozwiązany, a na jego miejsce powołano klub PKS Motor Białystok.

## II poziom rozgrywek – rok 1946 rozgrywki okręgowe
Ich celem było wyłonienie zwycięzcy, który miał zagrać w Mistrzostwach Polski roku 1946 oraz 1947. Drugim celem tych "bezklasowych" rozgrywek było uformowanie klasy A i B.
Do rywalizacji zgłosiło się 15 drużyn z regionu, zostały one posegregowane w 3 grupach. Mistrzowie grup będą toczyć walkę o 1 miejsce, natomiast inne zespoły według zajętego przez nich miejsca od następnego sezonu wystąpią w rozgrywkach klasy A lub B.
Z uwagi na fakt, że w tym samym roku rozegrano nieligowe Mistrzostwa Polski to rozgrywki białostockiego okręgu możemy zaliczyć do II klasy rozgrywkowej.
Z uwagi na fakt, że rozgrywki białostockiego okręgu zakończyły się zbyt późno, Motor nie wziął udziału w pierwszych powojennych (nieligowych) Mistrzostwach Polski w roku 1946. Mistrzostwa te odbyły się jesienią 1946 roku.
Drużyna Motoru wraz z innym zwycięzcami regionalnych rozgrywek zagrała w następnej edycji Mistrzostw i  eliminacji do gry w 1 lidze.

## Końcowa Tabela (Okręg białostocki)
GRUPA I
| Lp. | Drużyna             | M | Z | R | P | Bramki | Bramki | Różn. | Pkt. | Uwagi          |
| --- | ------------------- | - | - | - | - | ------ | ------ | ----- | ---- | -------------- |
| 1   | Motor Białystok     | 8 | 7 | 0 | 1 | 34     | 7      | +27   | 14   | Grupa finałowa |
| 2   | Wici Białystok      | 8 | 6 | 0 | 2 | 18     | 15     | +3    | 12   |                |
| 3   | Sokół Sokółka       | 8 | 1 | 0 | 7 | 10     | 31     | -21   | 2    |                |
| 4   | Supraślanka Supraśl | 8 | 0 | 0 | 8 | 1      | 23     | -22   | 0    |                |
| 5   | WKS Tempo Białystok | 8 | 0 | 0 | 8 | 0      | 23     | -23   | 0    |                |

- Mecze: Supraślanka-Tempo, Tempo-Supraślanka, Sokół-Supraślanka, Supraślanka-Sokół zweryfikowano jako obustronne walkowery.
- Tabela zweryfikowana przez BOZPN[1]

GRUPA II
| Lp. | Drużyna               | M | Z | R | P | Bramki | Bramki | Różn. | Pkt. | Uwagi          |
| --- | --------------------- | - | - | - | - | ------ | ------ | ----- | ---- | -------------- |
| 1   | WKS Piechur Białystok | 8 | 7 | 0 | 1 | 36     | 10     | +26   | 14   | Grupa finałowa |
| 2   | OMTUR Łomża           | 8 | 6 | 0 | 2 | 30     | 8      | +22   | 12   |                |
| 3   | Ognisko Białystok     | 8 | 3 | 0 | 5 | 13     | 20     | -7    | 6    |                |
| 4   | OMTUR Hajnówka        | 8 | 2 | 1 | 5 | 15     | 20     | -5    | 5    |                |
| 5   | Iskra Białystok       | 8 | 0 | 1 | 7 | 2      | 44     | -42   | 1    |                |

GRUPA III
| Lp. | Drużyna              | M | Z | R | P | Bramki | Bramki | Różn. | Pkt. | Uwagi          |
| --- | -------------------- | - | - | - | - | ------ | ------ | ----- | ---- | -------------- |
| 1   | WKS Suwałki          | 8 | 5 | 1 | 2 | 20     | 14     | +6    | 11   | Grupa finałowa |
| 2   | WKS Mazur Ełk        | 8 | 4 | 1 | 3 | 19     | 13     | +6    | 9    |                |
| 3   | Kolejarz Ełk         | 8 | 4 | 1 | 3 | 19     | 19     | 0     | 9    |                |
| 4   | WKS Artylerzysta Ełk | 8 | 4 | 0 | 4 | 18     | 11     | +7    | 8    |                |
| 5   | Zryw Suwałki         | 8 | 1 | 1 | 6 | 8      | 27     | -19   | 3    |                |

TABELA GRUPY FINAŁOWEJ
| Lp. | Drużyna               | M | Z | R | P | Bramki | Bramki | Różn. | Pkt. | Uwagi   |
| --- | --------------------- | - | - | - | - | ------ | ------ | ----- | ---- | ------- |
| 1   | Motor Białystok       | 4 | 3 | 0 | 1 | 15     | 7      | +8    | 6    | MP 1946 |
| 2   | WKS Piechur Białystok | 4 | 3 | 0 | 1 | 13     | 9      | +4    | 6    |         |
| 3   | WKS Suwałki           | 4 | 0 | 0 | 4 | 0      | 12     | -12   | 0    |         |

- Przy równej ilości punktów odbył się dodatkowy mecz o 1 miejsce:

PKS Motor Białystok : WKS Piechur Białystok 2:1, bramki dla Jagiellonii: Wołoncewicz 57', Choroszucha 118'
OSTATECZNA KLASYFIKACJA
| L.p.     | Drużyna                                                   | Uwagi                      |
| -------- | --------------------------------------------------------- | -------------------------- |
| 1        | Motor Białystok                                           | awans do Mistrzostw Polski |
| 2        | WKS Piechur Białystok                                     | awans do klasy A           |
| 3        | WKS Suwałki                                               | awans do klasy A           |
| 4-5-6    | Wici Białystok, OMTUR Łomża, WKS Mazur Ełk                | awans do klasy A           |
| 7        | Kolejarz Ełk                                              | awans do klasy A           |
| 8-9      | Sokół Sokółka, Ognisko Białystok                          | klasa B                    |
| 10-11-12 | Supraślanka Supraśl, OMTUR Hajnówka, WKS Artylerzysta Ełk | klasa B                    |
| 13-14-15 | WKS Tempo Białystok, Iskra Białystok, Zryw Suwałki        | klasa B                    |

## Skład drużyny
| bramkarz  | Kazimierz Dyga         |
| obrońca   | Stanisław Kudaszewicz  |
| obrońca   | Leon Łupaczyk          |
| obrońca   | Szot                   |
| pomocnik  | Tomasz Olejniczak      |
| pomocnik  | Eugeniusz Burzyński    |
| pomocnik  | Kazimierz Kowalczyński |
| napastnik | Józef Choroszucha      |
| napastnik | Leon Wołoncewicz       |
| napastnik | Władysław Gałasiński   |
| napastnik | Ryszard Lachowski      |
| napastnik | Tadeusz Mrowiec        |
| napastnik | Mazurek                |
| napastnik | Józef Krywko           |
| napastnik | Stankiewicz            |

## Mecze
| Mecze i wyniki | Mecze i wyniki       | Mecze i wyniki          | Mecze i wyniki | Mecze i wyniki | Mecze i wyniki        | Mecze i wyniki | Mecze i wyniki                   | Poz w lidze. | Poz w lidze. | Poz w lidze. |
| Lp. | Data                 | Rozgrywki               | F.             | D/W            | Przeciwnik            | Wynik          | Strzelcy bramek                  | M.           | P.           | Br.          |
| --- | -------------------- | ----------------------- | -------------- | -------------- | --------------------- | -------------- | -------------------------------- | ------------ | ------------ | ------------ |
| 1 127 | 27.07.1946 Białystok | Mistrz.Okr. – 1 kolejka | –              | W              | WKS Tempo Białystok   | 1:3            | –                                | –            | 0            | 1:3          |
| 2 128 | 04.08.1946 Supraśl   | Mistrz.Okr. – 2 kolejka | -              | W              | KS Supraśl            | 0:3            | –                                | –            | 2            | 4:3          |
| 3 129 | 18.08.1946 Sokółka   | Mistrz.Okr. – 3 kolejka | –              | W              | Sokół Sokółka         | 0:3            | –                                | –            | 4            | 7:3          |
| 4 130 | 31.08.1945 Białystok | Mistrz.Okr. – 4 kolejka | –              | D              | KS ZMW Wici Białystok | 1:2            | –                                | –            | 4            | 8:5          |
| 5 131 | 8.09.1946 Białystok  | Mistrz.Okr. – 5 kolejka | –              | D              | WKS Tempo Białystok   | zw.            | –                                | –            | –            | –            |
| 6 132 | 15.09.1946 Białystok | Mistrz.Okr. – 8 kolejka | –              | W              | KS ZMW Wici Białystok | zw.            | –                                | –            | –            | –            |
| 7 133 | 6.10.1946 Białystok  | Mistrz.Okr. – 7 kolejka | –              | D              | Sokół Sokółka         | zw.            | –                                | –            | –            | –            |
| 8 134 | 12.10.1946 Białystok | Mistrz.Okr. – 6 kolejka | –              | D              | KS Supraśl            | zw.            | –                                | –            | –            | –            |
| Grupa finałowa |                      |                         |                |                |                       |                |                                  |              |              |              |
| 9 135 | 1.11.1946 Białystok  | MO gr.finałowa – 1 kol. | –              | W              | WKS Piechur Białystok | 2:6            | –                                | 1            | 2            | 6:2          |
| 10 136 | 10.11.1946 Białystok | MO gr.finałowa – 2 kol. | –              | D              | WKS Piechur Białystok | 3:5            | –                                | 1            | 2            | 9:7          |
| 11 137 | 14.11.1946 Białystok | MO gr.finałowa – 3 kol. | –              | W              | WKS Suwałki           | 0:3(vo)        | –                                | 1            | 4            | 12:7         |
| 12 138 | 24.11.1946 Białystok | MO gr.finałowa – 4 kol. | –              | D              | WKS Suwałki           | 3:0(vo)        | –                                | 1            | 6            | 15:7         |
| 13 | 8.12.1946 Białystok  | Baraż o 1 m-ce          | –              | N              | WKS Piechur Białystok | 2:1(d)         | Wołoncewicz 57' Choroszucha 118' |              |              |              |
| - rozgrywki ligowe, - rozgrywki pucharu polski, - rozgrywki pucharu ligi, - rozgrywki ligi europejskiej, - mecze barażowe lub eliminacyjne, - inne. Liczba meczów w sezonie:1 2 (wszystkie mecze na najwyższym poziomie rozgrywkowym)3 (wszystkie mecze w rozgrywkach ligowych bez baraży) , Puchar Polski: 2 (mecze Pucharu Polski na szczeblu centralnym)3 (wszystkie mecze w Pucharze Polski) |                      |                         |                |                |                       |                |                                  |              |              |              |

- Brak wszystkich wyników, po sezonie nastąpiła weryfikacja niektórych meczów przez BOZPN.
- Zgodnie z ówczesnym regulaminem przy równej ilości punktów rozegrano dodatkowy mecz o I miejsce.

## Mecze towarzyskie
- 26 maja 1946 r. – WKS (Mazur) Ełk : Jagiellonia  2:3 (1:2), bramki dla Jegielloni: Choroszucha (k), Mrowiec 23', Choroszucha 63'
- 11 czerwca 1946 r. – Jagiellonia 1:4 WKS Ełk
- 14 lipca 1946 r. – PKS Motor 2:3  Tankiści

Rozgrywki o nagrodę Prezydenta Miasta Białegostoku
- 20 czerwca 1946 r. – WKS (Piechur) Białystok : PKS Motor 0:3
- 22 czerwca 1946 r. – PKS Motor : KS ZMW Wici Białystok  2:0
- 23 czerwca 1946 r. – PKS Motor : KBW Białystok 3:0 (wal)
- 29 czerwca 1946 r. – finał PKS Motor : WKS (Piechur) Białystok 3:0

PKS zdobył Puchar Miasta Białegostoku.
Puchar Wojewody białostockiego

PKS Motor zdobył także to trofeum, w finałowej rywalizacji pokonując drużyny KS ZMW Wici Białystok oraz KS OMTUR Hajnówka.